# Pimelea hirta
Pimelea hirta är en tibastväxtart som beskrevs av Colin James Burrows. Pimelea hirta ingår i släktet Pimelea och familjen tibastväxter. Inga underarter finns listade i Catalogue of Life.